# Uniwersytet Nowej Zelandii
Uniwersytet Nowej Zelandii (ang. University of New Zealand) – nowozelandzki uniwersytet działający w latach 1870–1961.
Był strukturą rządową, która obejmowała kilka instytucji w różnych miejscach kraju. Do Uniwersytetu Nowej Zelandii należały:
- Uniwersytet Otago (Dunedin)
- Uniwersytet Canterbury (Christchurch)
- University of Auckland (Auckland)
- Uniwersytet Wiktorii (Wellington)
- Canterbury Agricultural College (Lincoln) – przy transformacji przemianowany na Lincoln College i włączony do Uniwersytetu Canterbury. Od 1990 jest to niezależny Uniwersytet w Lincoln.
- Massey Agricultural College (Palmerston North) – przy transformacji przemianowany na Massey College i włączony do Uniwersytetu Wiktorii. Od 1966 jest to niezależny Uniwersytet Masseya.

## Historia
Uniwersytet Nowej Zelandii został ustanowiony aktem Parlamentu w 1870. Ustawą parlamentu, ogłoszoną w  1961, Uniwersytet Nowej Zelandii został rozwiązany, a jego funkcje zostały rozdzielone między cztery niezależne i autonomiczne uniwersytety, każdy z własnym aktem erekcji.